# The Running Man (1987)
The Running Man is een Amerikaanse film uit 1987, losjes gebaseerd op het boek Vlucht naar de top van Stephen King, die het schreef onder zijn pseudoniem Richard Bachman. De film is geregisseerd door Paul Michael Glaser. Hoofdrollen worden vertolkt door Arnold Schwarzenegger, Maria Conchita Alonso, Jesse Ventura, Jim Brown en Richard Dawson.

## Verhaal
Het is het jaar 2017. De economie is ingestort en de samenleving is een politiestaat geworden. De overheid houdt de bevolking aan het lijntje middels leugens en manipulatie. Vrijwel alles wat in de media wordt vertoond is propaganda.
De film draait om Ben Richards, een piloot van de politie die op een dag weigert op een groep ongewapende demonstranten te schieten. Zijn collega’s nemen het over en doden de omstanders. Richards wordt gearresteerd wegens insubordinatie, en de overheid gebruikt hem als zondebok door de tv-beelden van de schietpartij zo te bewerken dat het lijkt alsof Richards op de mensen schoot terwijl zijn bevelhebber hem uitdrukkelijk het bevel gaf dit niet te doen.
18 maanden later weet Richards te ontsnappen uit het strafkamp waarin hij is opgesloten. Hij leidt een groep rebellen naar een schuilplaats, en gaat vervolgens naar het appartement van zijn broer, vermomd als bouwvakker. Het appartement blijkt nu te worden bewoond door de journaliste Amber Mendez. Richards gijzelt haar om naar Hawaï te kunnen vluchten, maar hij wordt op het vliegveld onderschept en weer gearresteerd. Later die avond ziet Amber de tv-beelden van de arrestatie, en realiseert zich dat de situatie flink wordt aangedikt om Richards zwart te maken (zo wordt getoond dat hij een agent zou hebben neergeschoten, terwijl dat niet zo is).
Richards wordt ondertussen gedwongen mee te doen aan een spelshow genaamd “The Running Man”, waarin veroordeelde criminelen in een afgesloten gebied van Los Angeles moeten vechten tegen gladiatoren. Deze gladiatoren beschikken over geavanceerde wapens, kostuums en soms zelfs hun eigen strijdterreinen. Het publiek kan wedden op de uitslag van elk gevecht. De show wordt gepresenteerd door Damon Killian. Ook Richards' medegevangenen Weiss en Lauglin moeten meedoen aan de show.
Terwijl het drietal probeert zich staande te houden en zelfs een van de gladiatoren weet te vermoorden, doet Amber achter de schermen onderzoek. Ze vindt een video waarop de ware toedracht van het schietincident staat. Ze wordt echter betrapt en ook de arena ingestuurd.
Weiss en Lauglin worden gedood, maar Richards en Amber vermoorden verder elke gladiator die op hun pad komt. Het publiek smult van deze actie en men begint zelfs geld in te zetten op Richards. In de arena doen Richards en Amber een gruwelijke ontdekking. Ze vinden verkoolde lichamen van oude deelnemers die eigenlijk de show hadden gewonnen, en beseffen dat ze sowieso worden gedood. Het publiek wordt echter wijsgemaakt dat de winnaars een vakantie op Hawaï hebben gekregen.
Uiteindelijk heeft Killian genoeg van Richards' populariteit en laat valse beelden maken waarop te zien is dat Amber en Richards worden gedood door de laatste gladiator, Captain Freedom. Dit met het plan de twee later, zonder aanwezigheid van camera’s, te doden. Richards en Amber bereiken ondertussen een tv-station van een groep rebellen. Met hun hulp kapen ze de uitzending en ontmaskeren het hele bedrog achter de show. Ook tonen ze de echte videobeelden van de schietpartij waaruit blijkt dat Richards als enige onschuldig is. Een grote opstand onder het studiopubliek is het gevolg. In de chaos dringt Richards de studio binnen, en stuurt Killian de arena in alwaar hij omkomt in een explosie.

## Rolverdeling
| Acteur                | Personage          |
| --------------------- | ------------------ |
| Arnold Schwarzenegger | Ben Richards       |
| Richard Dawson        | Damon Killian      |
| Maria Conchita Alonso | Amber Mendez       |
| Yaphet Kotto          | William Laughlin   |
| Marvin J. McIntyre    | Harold Weiss       |
| Gus Rethwisch         | Buzzsaw            |
| Professor Toru Tanaka | Subzero            |
| Jim Brown             | Fireball           |
| Jesse Ventura         | Captain Freedom    |
| Erland van Lidth      | Dynamo             |
| Mick Fleetwood        | Mic                |
| Sven-Ole Thorsen      | Sven               |
| Kurt Fuller           | Tony               |
| Dweezil Zappa         | Stevie             |
| Karen Leigh Hopkins   | Brenda             |
| Edward Bunker         | Lenny              |
| Dey Young             | Amy                |
| Ken Lerner            | Agent              |
| George P. Wilbur      | Luitenant Saunders |

## Achtergrond
De film vertoont een aantal verschillen ten opzichte van het boek:
- Richards wordt in de film gedwongen mee te doen met de show. In het boek doet hij dit vrijwillig om een dokter te kunnen betalen voor zijn ernstig zieke dochter.
- In de film beperkt de arena zich tot een verwoest stuk van Los Angeles. In het boek mogen de deelnemers overal ter wereld komen om de jagers te ontlopen. In het boek staat de filmstudio bovendien in de fictieve stad Harding en speelt de jacht zich af in het noordoosten van de Verenigde Staten.
- In het boek zijn de jagers undercover-agenten en worden ze bijgestaan door de reguliere politie en ontvangt iedere verklikker tipgeld. In de film zijn ze een soort super-worstelaars met specifieke kostuums en bijnamen, en kan het publiek weddenschappen op hen afsluiten.
- De enige personages uit het boek die zijn overgenomen in de film zijn Ben Richards, diens mededeelnemer Laughlin en Killian. Killians persoonlijkheid en rol zijn in de film anders dan in het boek. Laughlin speelt in het boek geen grote rol en vlucht daar naar Topeka, Kansas, waar hij wordt gedood. Amber Mendez komt in het boek, waarin Richards bovendien getrouwd is, niet voor.
- In het boek is in tegenstelling tot de film geen sprake van rebellen.
- In het boek kaapt Richards een vliegtuig en laat dit op de filmstudio neerstorten waarbij hij zelf ook omkomt. De film heeft een happy end waarin Richards het overleeft.

## Prijzen en nominaties
In 1988 werd “The Running Man” genomineerd voor drie Saturn Awards, waarvan hij er een won:
- Beste mannelijke bijrol (Richard Dawson) – gewonnen
- Beste kostuums
- Beste sciencefictionfilm